# Stretto di Severgin
Lo stretto di Severgin (in russo пролив Севергина) è un braccio di mare nell'oceano Pacifico settentrionale, nella catena delle isole Curili, che separa l'isola di Šiaškotan da Charimkotan. Ha una larghezza di circa 29 km e mette in comunicazione il mare di Ochotsk con il Pacifico. Si trova nel Severo-Kuril'skij rajon dell'oblast' di Sachalin, in Russia. 
Lo stretto porta il nome del chimico russo Vasilij Mihajlovič Severgin (Василий Михайлович Севергин, 1765-1826).